# كأس كاجولز 1928–29
وهي بطولة كأس كاجولز لكرة القدم الخامسة في العراق بعد أن بدأت البطولة موسم 1923/1924 وفاز بلقبها فريق دار المعلمين.